# Микаэль Саглымбени
Микаэль Кармело Саглымбени (англ. Mikael Carmelo Saglimbeni; род. 22 ноября 1940, Асмэра) — эфиопский велогонщик, выступавший на шоссе. Участник летних Олимпийских игр 1964 и 1968 годов.

## Биография
Микаэль Саглымбени родился 22 ноября 1940 года в эфиопском городе Асмэра (сейчас в Эритрее).
В 1964 году вошёл в состав сборной Эфиопии на летних Олимпийских играх в Токио. В шоссейной групповой гонке на 194,8 км занял 79-е место, показав результат 4 часа 39 минут 51,63 секунды и уступив 0,20 секунды завоевавшему золото Марио Дзанину из Италии. В шоссейной командной гонке на 100 км сборная Эфиопии, за которую также выступали Сулеман Амбайе, Фисихасион Гебрейесус и Йемане Негасси, заняла 26-е место, показав результат 2:53.52,25 и уступив 27 минут 21,06 секунды завоевавшей золото команде Нидерландов.
В 1968 году вошёл в состав сборной Эфиопии на летних Олимпийских играх в Мехико. Шоссейную групповую гонку на 196,2 км не смог завершить. В шоссейной командной гонке на 100 км сборная Эфиопии, за которую также выступали Йемане Негасси, Фисихасион Гебрейесус и Текесте Вольду, заняла 26-е место, показав результат 2:30.36,79 и уступив 22 минуты 77,83 секунды завоевавшей золото команде Нидерландов.